# هرمان دی گافیر دستروی
هرمان دی گافیر دستروی (انگلیسی: Herman de Gaiffier d'Hestroy; ۱۸ مهٔ ۱۸۹۵ – ۲۰ اکتبر ۱۹۶۰) اهل بلژیک بود.